# Banneville-sur-Ajon
Banneville-sur-Ajon é uma ex-comuna francesa na região administrativa da Normandia, no departamento de Calvados. Estendeu-se por uma área de 5,63 km². Em 2010 a comuna tinha 571 habitantes (densidade: 101,4 hab./km²).
Em 1 de janeiro de 2016 foi fundida com a comuna de Saint-Agnan-le-Malherbe para a criação da nova comuna de Malherbe-sur-Ajon.